# 화생

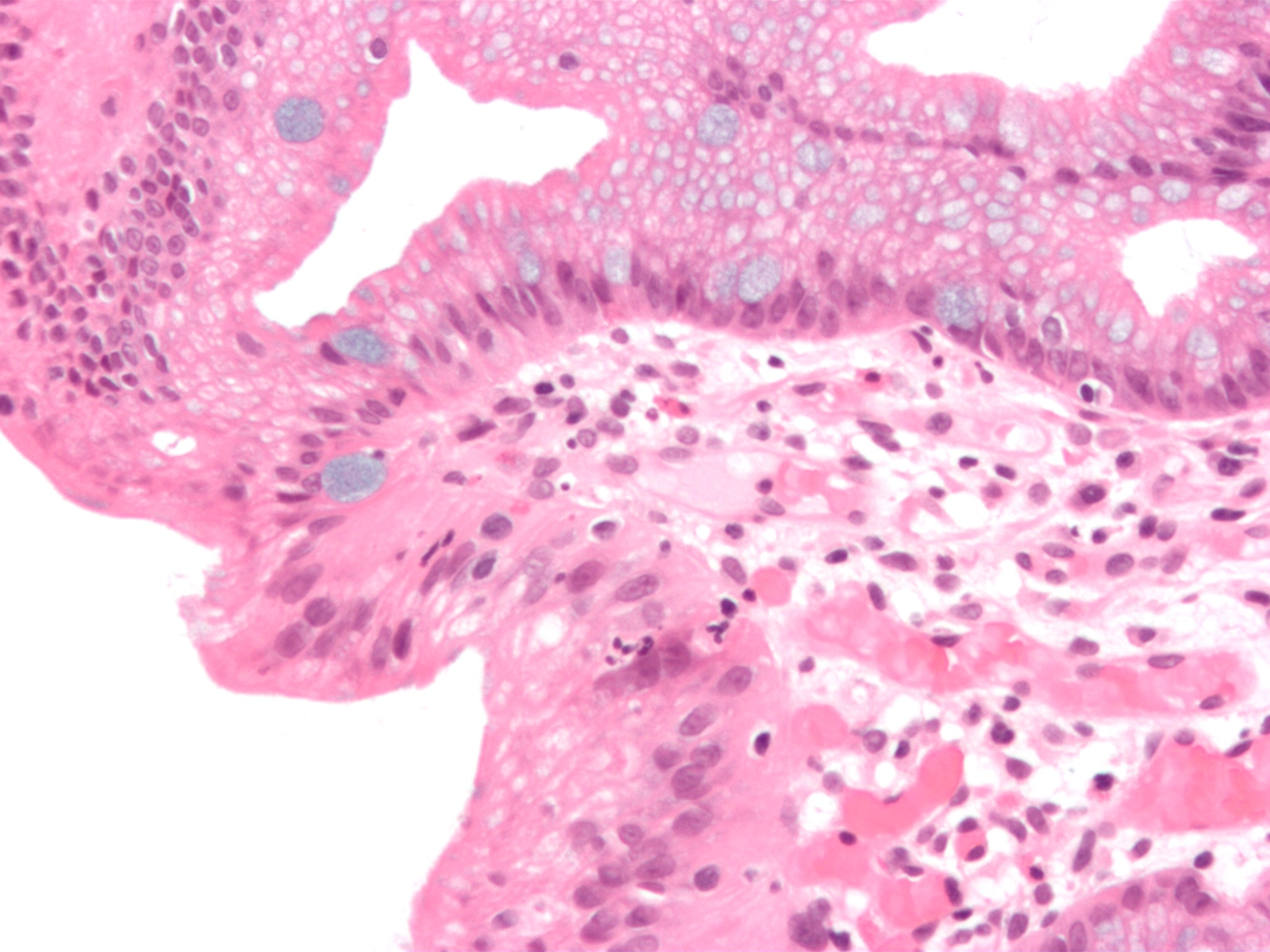

화생(metaplasia)은 세포가 다른 종류의 세포로 변하는 일이다.
화생은 하나의 분화된 세포 유형이 다른 분화된 세포 유형으로 변형되는 것이다. 한 유형의 세포에서 다른 세포로의 변화는 정상적인 성숙 과정의 일부이거나 일종의 비정상적인 자극에 의해 발생할 수 있다. 간단히 말해서 원래 세포가 환경을 견딜 만큼 견고하지 않은 것처럼 환경에 더 적합한 다른 유형의 세포로 변환된다. 화생을 유발하는 자극이 제거되거나 중단되면 조직은 정상적인 분화 패턴으로 돌아간다. 화생은 형성장애(dysplasia)와 동의어가 아니며 실제 암으로 간주되지 않는다. 또한 세포학적 및 조직학적 요소의 자발적인 비정상적 성장인 이형성증과 대조된다. 오늘날, 변이형성 변화는 일반적으로 발암의 초기 단계로 간주되며, 특히 암 병력이 있거나 발암성 변화에 취약한 것으로 알려진 사람들에게 특히 그러하다. 따라서 전이성 변화는 악성 변형을 통해 암으로 이어지지 않도록 외과적 또는 의학적 즉각적인 개입이 필요한 전암성 상태로 간주되는 경우가 많다.

## 같이 보기
- 후성유전학
- 리프로그래밍
- 직접교차분화